# Governança multinível
Governança multinível (conceito) é utilizado na ciência política e na administração pública que se refere ao processo pelo qual um conjunto de atores estatais e não estatais, conectados por laços formais e informais que interagem em arenas institucionais específicas para produzir políticas públicas. Essa forma de governança envolve tanto a dimensão horizontal, com disputas e articulações entre diferentes setores, burocracias e atores da sociedade civil, quanto a dimensão vertical, marcada pela coordenação entre os diversos níveis de governo. Ela abrange os fluxos decisórios e normativos que atravessam instâncias locais, regionais, nacionais e até transnacionais, considerando tanto os espaços formais quanto os informais de deliberação e execução sobre as políticas públicas.

## Origem e usos do conceito
O conceito começou a ser utilizado por Gary Marks no início dos anos 1990 e, diferentemente da aplicação atual, estava orientado para descrever e explicar a sucessão de reformas institucionais e decisões políticas marcou profundamente o percurso da integração europeia. Entre os marcos mais significativos, destacam-se as reconfigurações introduzidas pelo Ato Único Europeu de 1986 e pelo Tratado de Maastricht em 1991. Esses acordos não apenas ampliaram o escopo de atuação das entidades comunitárias, como também consolidaram a natureza supranacional da então Comunidade Europeia — posteriormente União Europeia — nas áreas onde a cooperação já estava em andamento. Nesse processo, a ordem política mudou: o poder estava saindo dos Estados Europeus e migrando para Bruxelas. Ou seja, a autoridade política deixou de partir exclusivamente dos Estados-Membros e passou a se redistribuir em múltiplas direções: ascendeu às instituições centrais da União Europeia e, simultaneamente, se espalhou para instâncias regionais, que começaram a desempenhar papeis cada vez mais relevantes na criação e execução de determinadas políticas.
Esse novo panorama político europeu passou a ser definido por uma dinâmica descentralizada, fragmentada e assimétrica, onde diferentes esferas territoriais — desde o nível local até o europeu — se engajaram em processos contínuos de articulação e negociação, sem uma estrutura de comando claramente definida.
Contudo, mais próximos da aplicação conceitual atual, o debate acerca da governança multinível tem suas raízes nos processos de reorganização territorial das políticas sociais, iniciados a partir da década de 1970 nos países industrializados. Essas transformações envolveram desde alterações socioeconômicas e sociodemográficas até modificações nos modos de produção dos riscos sociais e nas estruturas institucionais de proteção social — especialmente no que diz respeito ao papel do Estado na provisão dessas políticas.
A ideia de governança multinível se manifesta de formas variadas conforme o ambiente político e institucional em que se insere. Nos Estados Unidos, por exemplo, o foco recai fortemente sobre mecanismos regulatórios, em consonância com a maior penetração de princípios neoliberais e uma atuação mais limitada do Estado. Em contrapartida, no contexto europeu, o Estado continua a desempenhar um papel central tanto na regulação quanto na prestação direta de serviços públicos — ainda que com diferenças relevantes entre os países, influenciadas por seus históricos próprios de organização dos sistemas de bem-estar.
Na Europa, o debate sobre governança se intensifica especialmente com a crise fiscal do Estado e o esgotamento do paradigma fordista-keynesiano, que até então permitia uma lógica de crescimento capaz de atenuar disputas redistributivas por meio da ampliação de recursos disponíveis. A partir desse cenário de restrição fiscal, transformações nas políticas sociais passaram a ser atravessadas por novos equilíbrios de poder, mudanças nos critérios de acesso e redefinições dos próprios contornos da cidadania. Para compreender essas dinâmicas, é necessário lançar mão de uma análise em duas frentes: de um lado, a dimensão vertical, que examina a reconfiguração territorial do poder regulatório entre diferentes níveis de governo; de outro, a dimensão horizontal, que revela a crescente diversidade de atores envolvidos na formulação e implementação das políticas sociais. Essa visão articulada entre níveis de autoridade e pluralidade de agentes está no cerne do conceito de governança multinível.

## Variação vertical
A interação entre os níveis local e nacional revela a estrutura multinível característica do Estado moderno, especialmente nos países desenvolvidos. As instituições estatais atuam em diferentes escalas territoriais — local, regional e nacional —, cada uma detendo certa autonomia decisória e influência política. A literatura recente sobre descentralização tem se dedicado a analisar essa complexidade, buscando compreender como essas esferas se articulam e se afetam mutuamente na formulação de políticas públicas e na governança.
O reconhecimento dessa arquitetura em camadas remete a concepções clássicas sobre o papel do nível local na democracia. Autores como Tocqueville, Dahl e Hunter já enfatizavam a relevância das interações entre Estado e sociedade no plano local como chave para entender a dinâmica da governança em sentido mais amplo.
Nesse contexto, intensifica-se o debate em torno da descentralização e da redistribuição do poder decisório. Modelos centralizados, baseados no controle hierárquico, vêm sendo questionados diante da demanda por maior flexibilidade e participação. Hooghe e Marks (2003) argumentam que novas formas de governança estão em ascensão, transferindo parte substancial das decisões para além dos governos centrais e abrindo espaço para arranjos mais diversos e responsivos.
Esse panorama suscita reflexões sobre a organização da autoridade na prestação de serviços públicos em áreas urbanas. Seria mais eficiente concentrar esses serviços em poucas jurisdições, visando ganhos operacionais e maior clareza na responsabilização política? Ou seria preferível um modelo com múltiplas jurisdições sobrepostas e especializadas, capazes de oferecer mais opções e se adaptar melhor às necessidades locais?. A resposta a essas questões passa, necessariamente, por uma compreensão mais apurada da governança como um processo descentralizado, colaborativo e fortemente enraizado nas realidades locais.

## Variação horizontal
Nas últimas décadas, a governança multinível tem se consolidado como uma abordagem teórica para entender como as políticas públicas são formuladas e implementadas no mundo contemporâneo. Um aspecto central destacado por estudiosos é o papel ativo dos atores sociais, especialmente das organizações não governamentais, nos processos de negociação, troca de informações, capacitação e implementação de políticas. Esses agentes não estatais atuam como mediadores e influenciadores em diversas esferas decisórias.
No entanto, a literatura tende a colocar esses atores sociais em segundo plano, privilegiando os entes governamentais e, frequentemente, ignorando sua influência. Essa visão limitada reflete uma perspectiva tradicional que enfatiza as estruturas estatais formais, negligenciando uma análise mais ampla do processo político. Superar essa limitação, segundo Tortola (2017), requer duas mudanças básicas: a primeira, reconhecer que a política também se constrói entre os grandes marcos institucionais; a segunda, ampliar o foco analítico para incluir não apenas as normas legais, mas também as regras informais, rotinas práticas e dinâmicas de barganha que moldam a governança pública.
Nesse contexto, diversos estudiosos ressaltam a importância de observar as práticas cotidianas da política. Peters e Pierre (2004), por exemplo, destacam que a MLG está centrada em “contextos, processos e negociações”, enfatizando a dimensão prática e relacional das decisões políticas. Por sua vez, Zürn et al. (2010) argumentam que, embora as instituições formais desempenhem um papel importante, elas não são suficientes para explicar toda a complexidade das relações entre diferentes níveis de governo. Para esses autores, o diferencial da MLG reside justamente em sua capacidade de articular arenas decisórias interconectadas, superando os modelos rígidos do federalismo tradicional ou da descentralização clássica.
Além disso, a ênfase quase exclusiva nos sistemas nacionais tem enfraquecido o papel da sociedade civil no funcionamento democrático. Mesmo estudos que investigam instituições projetadas para conectar o Estado à sociedade — como partidos políticos e canais de intermediação de interesses — frequentemente reforçam perspectivas hierárquicas e centralizadoras. Paradoxalmente, essas mesmas pesquisas apontam falhas nas estruturas democráticas nacionais, o que torna relevante a consideração de modelos de MLG, que reconhecem a complexidade, a diversidade de atores e a fluidez nos processos de governança.
A governança, contudo, não se restringe às instituições estatais. As conexões horizontais dentro da própria sociedade civil — entre organizações locais e redes supralocais — são igualmente essenciais para o funcionamento democrático em múltiplas escalas. Tais articulações ampliam as formas de participação, tornando a tomada de decisão mais inclusiva, aberta e sensível às demandas sociais. A literatura sobre sinergias entre Estado e sociedade, coprodução e autonomia estatal revela que essas esferas são interdependentes: compreender uma sem considerar a outra torna-se um desafio.
Nesse cenário, a governança local surge como um espaço fundamental para o engajamento cívico e político. Ela funciona como um elo entre as demandas da população e as decisões tomadas em instâncias superiores, influenciando diretamente as possibilidades da democracia tanto em níveis locais quanto nacionais.